# Štós
Štós és un poble i municipi d'Eslovàquia. Es troba a la regió de Košice, a l'est del país.

## Història
La primera referència escrita de la vila data del 1341. Després de la invasió dels mongols al 1241, la regió despoblada va ser repoblada per colons alemanys. El topònim deriva del nom de la família alemanya Stoss. El 1341 es va donar molts privilegis als miners alemanys. El poble va passar a Jasov i el 1427 a Smolník. Després d'això, pertanyia al senyor local Ján Baglos. En 1449 Johann Kistner de Štítnik va donar la seva part del llogaret per cartoixa del Comtat de Spiš.

## Demografia
| Godina             | 1994 | 2004   | 2014   | 2024   |
| ------------------ | ---- | ------ | ------ | ------ |
| Nombre de persones | 760  | 766    | 734    | 747    |
| Diferència         |      | +0,78% | −4,17% | +1,77% |

| Godina             | 2023 | 2024   |
| ------------------ | ---- | ------ |
| Nombre de persones | 751  | 747    |
| Diferència         |      | −0,53% |